# Nerillidium simplex
Nerillidium simplex är en ringmaskart som beskrevs av Claude Lévi 1953. Nerillidium simplex ingår i släktet Nerillidium och familjen Nerillidae. Arten har ej påträffats i Sverige. Inga underarter finns listade i Catalogue of Life.